# The Carol Burnett Show

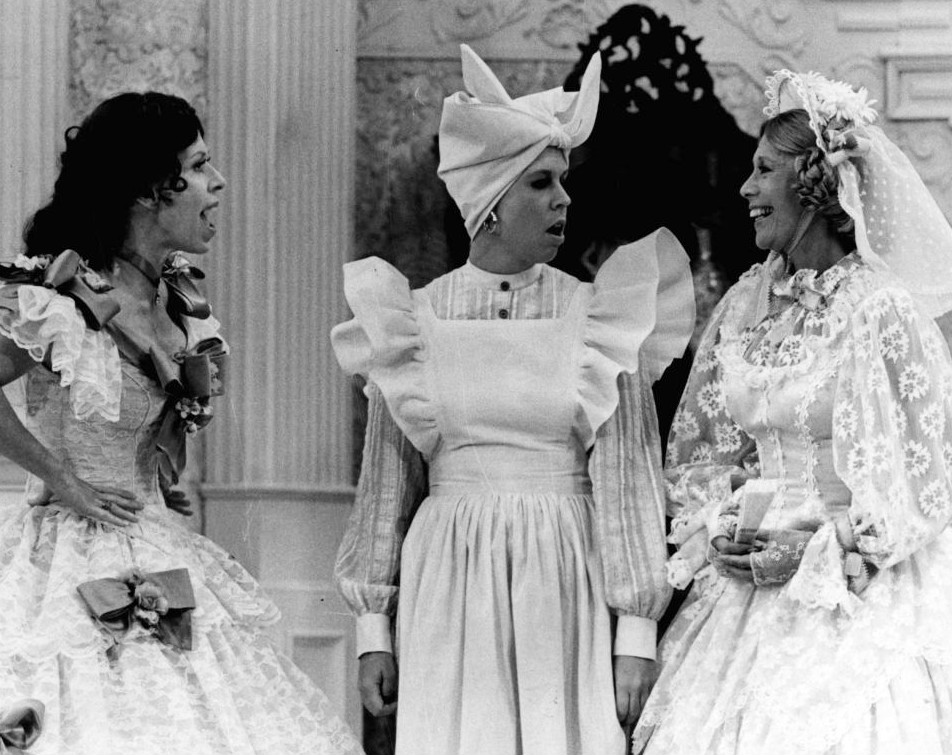
Från vänster till höger: Carol Burnett, Vicki Lawrence och Dinah Shore i The Carol Burnett Show 1977.

Carol Burnett Show är en amerikansk tv-serie visad 1967–1978. Serien består av sketcher och nummer med Carol Burnett och andra komiker.

## Medverkande (i urval)
- Carol Burnett
- Vicki Lawrence
- Harvey Korman
- Lyle Waggoner
- Tim Conway
- Dick Van Dyke

## Gäster (i urval)
- Lucille Ball
- Sid Caesar
- Phyllis Diller
- Betty Grable
- Mickey Rooney
- Bing Crosby
- Ronald Reagan
- Jerry Lewis
- Debbie Reynolds
- Vincent Price
- Lily Tomlin
- The Jackson 5
- Gloria Swanson
- Alan Alda
- Rock Hudson
- Sammy Davis Jr.
- Shirley MacLaine
- Dick Van Dyke
- Betty White
- Madeline Kahn
- Steve Martin
- James Stewart